# Teresa Weatherspoon
Teresa Gaye Weatherspoon (Pineland, Texas, 8 de diciembre de 1965) es una exjugadora de baloncesto estadounidense. Consiguió 3 medallas de oro con Estados Unidos en mundiales y Juegos Olímpicos. Después de retirarse ha ejercido de entrenadora en la NCAA.

## Trayectoria

### Jugadora
[actualizar]

### Entrenadora
[actualizar]
En septiembre de 2019 se unió al cuerpo técnico de New Orleans Pelicans. La temporada siguiente, el 16 de noviembre de 2020, fue promocionada a asistente técnico del equipo. Puesto en el que estuvo dos años, hasta que la cesaron en junio de 2023.